# Торопчин, Николай Степанович
Николай Степанович Торопчин (1904—1987) — советский лётчик истребительной авиации, участник польского похода, советско-финской и Великой Отечественной войн, Герой Советского Союза (1940). Генерал-майор авиации (1943).

## Молодость и начало службы
Родился 19 октября 1904 года в селе Воздвиженка (ныне — Пономарёвский район Оренбургской области). Из крестьян. Русский. Окончил десять классов школы.
В апреле 1923 года добровольно пошёл на службу в Рабоче-крестьянскую Красную Армию. Служил красноармейцем в 52-м стрелковом полку 18-й стрелковой дивизии Московского военного округа, который дислоцировался в городе Ярославль. В августе 1923 по личному рапорту переведён в ВВС РККА. Был зачислен в Егорьевскую теоретическую школу Красного Воздушного флота. В сентябре 1924 года школа была переведена в Ленинград и стала называться Ленинградской военно-теоретической школой ВВС РККА, которую Н. С. Торопчин и окончил в 1925 году. По её окончании прошёл практический лётный курс обучения в 1-й военной школе лётчиков имени Мясникова в Каче. В 1927 году окончил Высшую школу воздушного боя, стрельбы и бомбометания в Серпухове.
С августа 1927 года служил в 70-м отдельном истребительном авиаотряде (Баку): младший лётчик, старший лётчик, командир звена. Член ВКП(б) с 1930 года. С декабря 1931 года командовал авиационным отрядом в 2-й отдельной истребительной авиаэскадрильи, с мая 1933 — в 119-й истребительной авиаэскадрильи (обе также дислоцировались в Баку). В 1933 году окончил курсы усовершенствования начсостава ВВС при Военной воздушной академии имени проф. Жуковского. С мая 1934 — командир 54-го отдельного разведывательного авиаотряда (Тбилиси). В 1935 году окончил Высшую летно-тактическую школу в Липецке. С декабря 1935 года — командир 120-й истребительной авиаэскадрильи ВВС Закавказского военного округа (Баку). С марта 1938 — командир 36-го истребительного авиационного полка (Баку). С ноября 1938 — командир 25-го истребительного авиаполка 59-й истребительной авиационной бригады ВВС Ленинградского военного округа (город Пушкин).

## В походе в Западную Украину и Западную Белоруссию и в боях в Финляндии (1939—1940)
За время командования этим полком вывел его в лучший полк по бригаде, а также в один из лучших в ВВС Ленинградского военного округа. В сентябре 1939 года организовал и возглавил перелёт полка в полном составе без единого лётного происшествия в Белоруссию, где участвовал в Освободительном походе РККА в Западную Украину и Западную Белоруссию. В ноябре 1939 года под его личным руководством две эскадрильи полка были подготовлены и размещены на аэродромах в Эстонии (см. Присоединение Прибалтики к СССР).
Командир 25-го истребительного авиаполка 59-й истребительной авиабригады 7-й армии Северо-Западного фронта майор Н. С. Торопчин проявил мужество и героизм в советско-финской войны. Лично совершал боевые вылеты на воздушную разведку и штурмовку скоплений боевой техники и живой силы противника. Нанеся три удара по финским аэродромам, Торопчин с товарищами уничтожил большое количество самолётов на них. 2 февраля 1940 года в бою под станцией Иматра Торопчин с другими лётчиками своего полка участвовал в воздушном бою против превосходящих сил противника, сбив 12 его самолётов без потерь со своей стороны. 12 марта 1940 года во время выполнения боевой задачи самолёт Торопчина был подбит, однако лётчик остался в строю, лишь после поражения целей с трудом доведя свой самолёт до аэродрома. Всего же за время войны Торопчин совершил 48 боевых вылетов, принял участие в 10 воздушных боях. Полк под его командованием выполнил 3721 боевой вылет, в 25 воздушных боях сбил 45 финских самолётов при собственной боевой потере в 1 самолёт (по советским данным).
Указом Президиума Верховного Совета СССР от 21 марта 1940 года за «образцовое выполнение боевых заданий командования и проявленные при этом отвагу и геройство» майор Николай Торопчин был удостоен высокого звания Героя Советского Союза с вручением ордена Ленина и медали «Золотая Звезда».
25-й истребительный авиаполк был награждён орденом Красного Знамени (март 1940). Кроме самого командира, ещё три летчика полка стали Героями Советского Союза (старший лейтенант Я. И. Антонов, батальонный комиссар А. Н. Кобликов, старший лейтенант Г. М. Соколов).
В апреле 1940 года 25-й иап был передан в Закавказский военный округ и перелетел в Баку. С сентября 1940 года — заместитель командира 25-й смешанной авиационной дивизии ВВС Закавказского ВО (штаб в г. Кутаиси). В мае 1941 года назначен командиром 8-й истребительной авиационной дивизии ВВС Прибалтийского Особого военного округа (штаб в Риге). Однако вступление в должность задержалось по служебным обстоятельствам, и к началу войны Торопчин в дивизию ещё не прибыл.

## Великая Отечественная война
Участвовал в боях Великой Отечественной войны с 15 июля 1941 года, когда принял командование 8-й сад. Дивизия под его командованием сражалась в Ленинградской оборонительной операции и в Демянской наступательной операции, на счету её истребителей 165 сбитых вражеских самолётов. В феврале 1942 года дивизия была расформирована, а в марте Н. С. Торопчин назначен командиром формирующейся 125-й истребительной авиационной дивизии ПВО, которая находилась в составе Тульского дивизионного района ПВО и Западного фронта ПВО. Весь 1942 и 1943 год дивизия прикрывала ближние тылы действующей армии и вела напряженную борьбу с немецкой авиацией на участке фронта от Тулы до Брянска. Под командованием Н. Торопчина лётчики провели 131 воздушный бой, сбив 48 немецких самолётов.
С мая 1944 — командир 36-й истребительной авиационной дивизии ПВО Северного фронта ПВО. Полка дивизии базировались на аэродромах Брянска, Гомеля и Мозыря, а в сентябре перебазировались в район Люблина. Они надёжно прикрыли в воздуха коммуникации советских войск в ходе Белорусской наступательной операции, сбив в боях 29 немецких самолётов. В марте 1944 года назначен командиром 142-й истребительной авиационной дивизии ПВО, но из-за допущенного нарушения воинской дисциплины в должность своевременно не вступил, из-за чего назначение было отменено, а через месяц пребывания в резерве с понижением в должности был назначен заместителем командира 106-й истребительной авиационной дивизии. Эта дивизия находилась в составе Западного фронта ПВО, находилась в глубоком тылу и боевых действий не вела.

## Послевоенное время

Могила Н. С. Торопчина на Кунцевском кладбище Москвы.

После Победы продолжил службу в Советской Армии на той же должности. С января 1947 по март 1949 года — командир 2-й гвардейской истребительной авиационной дивизии ПВО (штаб — Ростов-на-Дону). С июля 1949 года — начальник вспомогательного пункта управления командующего войсками Московского района ПВО. В 1952 году он окончил Высшие академические курсы при Высшей военной академии имени К. Е. Ворошилова.
С октября 1952 года — начальник управления боевой подготовки Сталинградского района ПВО, с июля 1953 — начальник 5-го управления штаба начальника Войск ПВО, с августа 1954 — командир Таврического корпуса ПВО, с октября 1955 — заместитель начальника Главного штаба Войск ПВО страны по боевому управлению — дежурный генерал Управления Главнокомандующего Войск ПВО страны. В октябре 1958 года генерал-майор авиации Н. С. Торопчин уволен в запас.
Проживал в Москве, активно занимался общественной деятельностью. Скончался 7 мая 1987 года, похоронен на Кунцевском кладбище Москвы.

## Воинские звания
- капитан (1936)
- майор (17.04.1938)
- полковник (24.04.1940, минуя звание подполковника)
- генерал-майор авиации (10.10.1943)

## Награды
- Герой Советского Союза (21.3.1940)[5]
- два ордена Ленина (21.3.1940, 24.06.1948)
- три ордена Красного Знамени (15.01.1940, 3.11.1944, 3.11.1953)
- два ордена Отечественной войны 1-й степени (14.02.1943, 11.03.1985)
- медали[1].